# 尚巴志の北山侵攻
尚巴志の北山侵攻（しょうはしのほくざんしんこう）は 永楽14年（1416年）、または永楽20年（1422年）3月13日〜3月17日に琉球の北山王国と中山王国で起こった戦争。北山征伐ともいう。
尚巴志の三山統一をめぐる過程で起こり、尚巴志率いる伊覇按司二世、浦添按司、越来按司、山田（読谷山）按司の護佐丸、名護按司、羽地按司、国頭按司の連合軍3000兵で今帰仁城を攻めた。対する北山軍は攀安知王率いる兵数300と劣っていたが、初期は北山の優勢であった。しかし、重臣の本部平原が中山に寝返ったことで今帰仁城は陥落、北山王国は滅亡した。
| 尚巴志の北山侵攻（北山征伐）                                          | 尚巴志の北山侵攻（北山征伐）                                                     |
| --------------------------------------------------------------------- | -------------------------------------------------------------------------------- |
| 戦争：尚巴志の北山侵攻（北山征伐）                                    |                                                                                  |
| 年月日： 永楽14年（ 1416年 ） または永楽20年（1422年）3月13日-3月17日 |                                                                                  |
| 場所：北山王国                                                        |                                                                                  |
| 結果：中山王国の勝利、北山王国の滅亡                                  |                                                                                  |
| 交戦勢力                                                              |                                                                                  |
| 北山王国                                                              | 中山王国                                                                         |
| 指導者・指揮官                                                        |                                                                                  |
| 攀安知王† 本部平原† など                                              | 尚巴志 護佐丸盛春 伊覇按司二世 浦添按司 越来按司 名護按司 羽地按司 国頭按司 など |
| 戦力                                                                  |                                                                                  |
| 約300人                                                               | 約3,000人                                                                        |
| 損害                                                                  |                                                                                  |
| 全滅                                                                  | 数百〜数千人                                                                     |

## 合戦への経緯
至治2年（1322年） に怕尼芝王が今帰仁仲宗根若按司（仲昔今帰仁按司丘春の子）を討ち取り、北山王国を、至元3年（1337年）には承察度王が南山王国を建国して三山時代が始まった。
中山王の察度王は70余度北山を攻めたが落とすことはできなかった。
佐敷按司の尚巴志は建文4年（ 1402年）に近隣の按司の島添大里按司を滅ぼし、 永楽3年（ 1405年）または永楽4年（ 1406年）中山王国に侵攻（中山侵攻）、浦添城を包囲し武寧王を滅ぼして父の尚思紹王を中山王においた。こうして三山統一を踏み出した尚巴志は北山王国に侵攻することになる。

## 合戦の経過
かつて英祖王統は北山を統治するために湧川王子の一族を今帰仁城主に置いていたが、今帰仁仲宗根若按司が城主の頃に父の従兄弟である初代北山王怕尼芝に討たれた。そのため、今帰仁仲宗根若按司の子孫である伊覇按司二世、浦添按司、越来按司、山田（読谷山）按司の護佐丸、名護按司、羽地按司、国頭按司は怕尼芝王統に恨みを持っていた。
永楽14年（1416年）、尚巴志は怕尼芝王統に恨みを持つ諸按司を味方に引き入れ3000兵の大軍を引き連れ今帰仁城への攻撃を始めた。羽地按司が「北山王は兵馬をととのえて、中山を討伐しようとしています。どうか機先を制して兵を進めていただきたい。」と進言したためである。対する北山軍は300兵を率いる攀安知王と副将本部平原が迎え討った。攀安知王は赤地の錦の直垂に鮮やかな赤の糸を使用した鎧をまとい、龍頭の兜の緒を締め、先祖代々伝わる宝刀千代金丸を腰にはき、3尺5寸の小長刀を脇にかかえた源平武者を思わせる華やかな鎧姿であったという。
北山軍200人を撃つのに中山軍500人余りが討たれるとの記述があるほど北山軍は勇剛驍健で、また、北山王は一族郎党を集めて「今の人の多くは心変わりし、我が方は小勢となったが、多勢を恐れ一戦もせず降参するのは、如何にも口惜しいことだ。そして、山北国を建国した祖先に恥をさらすことになる。さあ、中山の軍よ、攻めてくるがよい。これを一蹴して手柄を見せようではないか。攻め寄せる中山軍がたとえ数万騎あろうと討ち破るのは雑作もないことだ。もし命運尽きてこの戦に負けようことがあれば、その時は潔く自害し、後世に名を残そうぞ。さあ者共、仕度をせよ。怖気づいて世の笑いものになるな。」と鼓舞し、守りを固めたので、城がたやすく落ちる様子はなかった。
尚巴志軍は名護に到着すると軍を二手に分けた。越来按司、護佐丸が背後を攻める大将、名護按司を道案内に800余騎が山路から今帰仁城にむかい、浦添按司、国頭按司、羽地按司は正面の大将として2700余騎が羽地の寒天那から大船20余隻で押し渡った。そして今帰仁城に到着すると正面と背後から3000騎が同時に城の麓に押し寄せ、盾の端を叩いて鬨の声をあげると山をも崩し地軸さえも砕かんばかりの様子であったという。今帰仁城は峻険堅固で2重3重に鹿垣を巡らせ、先の尖った丸太をびしっと設置して防御していた。屈強の射手と思われる兵が兜を輝かし、鏃を揃えて待ち構え寄手は全く攻める隙がなかった。
浦添按司は「逆徒共が堅固な城を頼んでいることは、先刻承知なことだ。逆徒を滅ぼすためにこの地に来た我らが、難攻の城に立てこもる敵をただ漫然と見守って時を失するようなら、背後の味方に遅れをとって臆病を笑われていまうぞ。者共、あの防御柵を引き破り、臨機応変に攻撃せよ。」と全軍に指示したため、2、300騎ほどが馬を捨てて走り寄り、柵を引き破り、官軍が攻め入ろうとしたが北山軍は鏃を揃えた矢を雨のように射掛けたので寄手は引き上げたが大半が討ち取られた。しかし、寄手は多勢だったのでこれをものともせず新手を次々に投入して攻めたてると北山軍の矢が尽き、太刀、長刀で押し出してき、魚鱗の陣、鶴翼の陣で時に攻め、ときに攻められるを繰り返していた。
矢傷を受けたものは幾千万か数もしれず、地は草を染め、屍は累々と横たわっていたが、城勢は衰えず、寄手の兵の多くは疲弊していた。
『球陽』によれば、尚巴志は内部から混乱を起こそうと重臣の本部平原に賄賂を贈り寝返らせ、本部平原は攀安知王に「私は裏手の敵を討つので、王は表の敵を蹴散らしてください」と進言し、攀安知が城外で戦っている隙に（尚巴志軍が城外におびき寄せた）平原は城内に火を放った。その後、異変に気付いて戻ってきた攀安知に愛刀「千代金丸」で本部平原は討たれるも、中山軍の侵入を許してしまい城内が混乱したことで北山は既に劣勢となっており、攀安知は霊石を十字に斬り裂き、千代金丸で自害しようとしたが、刀は主人の身を案じて斬ることを拒み、自刃することができなかった。やむなく千代金丸を重間川に投げ捨て短刀で自害した。後に千代金丸は拾われ第一尚氏のものとなった。と記述している。
『中山世鑑』には、地勢をよく知る羽地按司が「城の南西の方角は攻めるに険しいので守備兵を配置していないだろう。日が暮れてから、屈強の兵20人を遣わして隙あらば城に火をかけて鬨の声を揚げさせよ。これを合図に正面、背後から同時に攻め込み、一気に勝敗を決しよう。」指示し、予想通り守備兵がいなかったため、20人の兵は城に火をかけ鬨の声を揚げた。これを合図に全軍3000余騎が一斉に城に攻め上がった。北山軍は馬を蹴倒し、弓矢をかなぐり捨てて四方八方に逃げ散ったが方角を失って討ち取られる者も数知れなかった。攀安知王は最後に郎党僅か17騎で中山軍3000余騎に斬りかかり、鬼神の如き勢いで火花をちらし切り込み、これにはさすがに多勢の寄手も四方に引き裂かれて後退した。このとき寄手の大将の一人が「北山王のような勇者に近づき命を無駄にするな、遠くから弓を射かけよ。」と命じ、これに応えて弓を得意とする兵達が一斉に鏃を放つと、北山王の手勢のうち10騎が討ち取られ、残った7騎も2、3箇所に矢が4、5本も突き刺さって負傷した。攀安知王は、「これ以上人を殺して罪を作っても何もならない。しかし、人手にかかるも末代までの恥である。」と城に引き返し、切腹し、引き抜いた刀で霊石を切り砕いてその刀を重間川に投げ捨てた。とある。
これにより北山は敗戦、今帰仁城は落城、北山王国は滅亡した。

## 戦後処理
永楽20年（1422年）、尚巴志王は北山の離反を防ぐため、第二王子の尚忠を北山監守においた。その前は護佐丸が座喜味城に移るまで臨時として北山監守に置いていたと言われている。
また、北山王国は14世紀に奄美群島南部の沖永良部島と与論島を統治下においており、2代北山王珉王から3代攀安知王の頃は、珉または攀安知の兄弟である真松千代が沖永良部世之主として沖永良部島を統治し、後蘭孫八を始めとした四天王が仕えていたが、中山からの交渉使節が来島、与和の浜（和泊町）に使者の船が接岸すると、世之主は侵攻と誤認して后の真照間兼之前（中山王の娘）、子らと共に一族もろとも自害したと伝わる。以降は中山王国、次いで琉球王国に服属する。島に伝承されている文化・言語・風俗などは、往時の北山王国の時代にその多くが由来する。

## 1422年説
蔡温本『中山世譜』には北山侵攻は永楽14年（1416年）におこったと記述されているが、蔡鐸本『中山世譜』、『中山世鑑』には永楽20年（1422年）3月13日〜17日におこったと記述している。
これに和田久徳氏は、蔡温は『明実録』の北山王の朝貢が永楽13年（1415年）4月を最後に止まっているため、北山侵攻を永楽14年としたのだろうが、北山は三山の中で最も朝貢回数が少なく、永楽13年の前は10年近く前の永楽3年（1405年）12月なので最後の朝貢の直後に北山王国が滅亡したとは言い切れないとし、これは蔡温が若くして清に渡ったことで染み付いた「国があれば朝貢をするはず」という中華帝国的思想から来ているものとし、琉球王国内の資料や北山監守を設置した時期から考えるに永楽20年（1422年）が北山侵攻の正しい年であるとした。